# TI-57

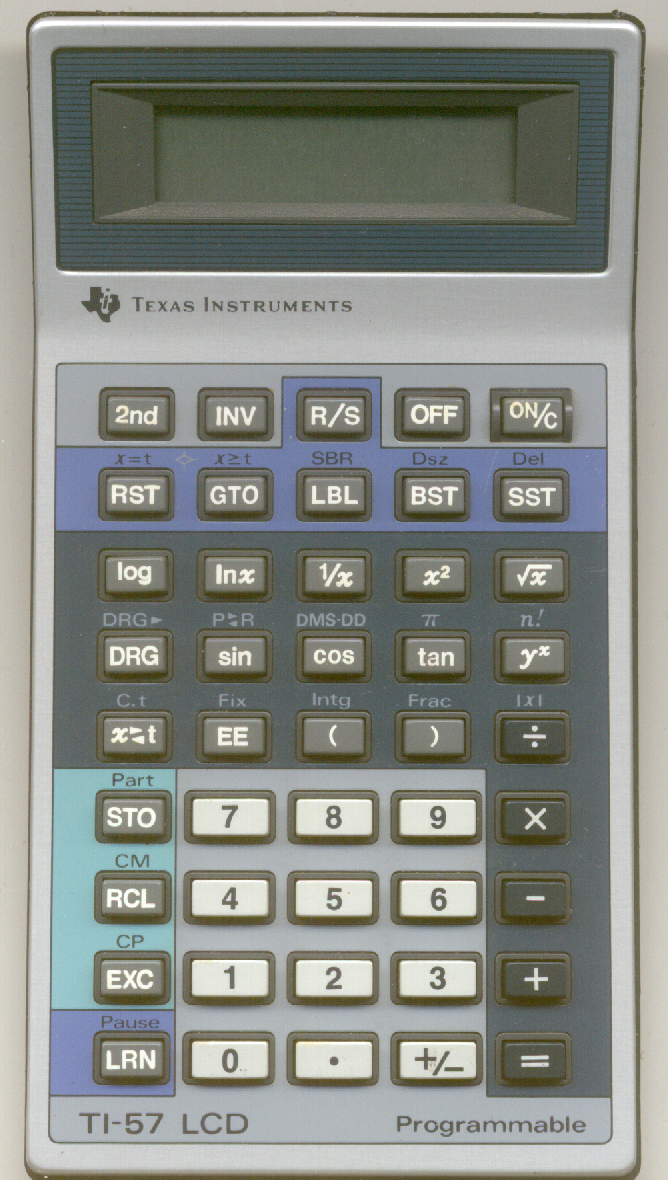
La calculadora programable TI-57, con pantalla de cristal líquido.

El TI-57 era una calculadora programable hecha por Texas Instruments entre 1977 y 1982. Había tres máquinas con este nombre, la primera era el TI-57 con una pantalla LED lanzada en septiembre de 1977 junto con la más poderosa TI-58 y la TI-59. Tenía 50 pasos de programación y 8 registros de memoria. Dos versiones posteriores, llamadas TI-57 LCD y TI-57 LCD-II, tenían una pantalla del LCD, pero eran menos poderosas (corrían más lentamente) y tenían mucho menos memoria: 48 bytes entre 'pasos' de programa y registros de almacenamiento.